# ユスラウメ
ユスラウメ（梅桃、桜桃、山桜桃、学名: Prunus tomentosa）は、バラ科サクラ属の落葉低木の果樹。若枝や葉に毛が生えているのが特徴。単にユスラとも。庭園などに植えられる。サクランボに似た赤い小さな実をつけ、食用になる。漢名は英桃。俗名はユスラゴ。

## 名称
和名ユスラウメの由来について、植物学者の牧野富太郎の説によれば、食用できる果実を収穫するのに木をゆするのでこの名がつけられたのではないかとしている。
サクラを意味する漢字「櫻」は、元々はユスラウメを指す字であったhttps://gkzplant.sakura.ne.jp/topics/shokubutu/yusuraume.html。
茨城県西南地域ではユスラウメとは呼ばず「よそらんめ」と方言で呼ぶ。福島県相馬地方では「リッサ」と方言で呼ぶ。

## 特徴
中国北西部、朝鮮半島、モンゴル高原原産。日本へは江戸時代初期にはすでに渡来して、主に庭木として栽培されていた。
落葉広葉樹の低木で、樹高は3 - 4メートル (m) でよく分枝する。樹皮は紫褐色や暗褐色で、生長とともに灰色を帯び、めくれるように不規則に剥がれる。一年枝や若枝は褐色で、短毛が密に生えている。葉は長さ4 - 7センチメートル (cm) の楕円形で、葉脈に沿って凹凸があり、全体に細かい毛を生じる。
花期は4月。葉が開くのと同時、または葉が展開する前に、桜に似た白色または淡紅色の五弁の花が葉腋に1つずつ咲く。果期は6月。花後は小ぶりな丸い果実をつけ、赤色に熟して食用になる。果実はニワウメよりやや大きく、ほぼ球形ながらモモの実のようにかすかな縦割れがあり、表面には毛がない。
冬芽は互生し、暗褐色の先が鋭くとがった長楕円形で芽鱗6 - 8枚に包まれており、1か所にほぼ3個つく。短枝には花芽が集中する。葉痕は心形や半円形で、維管束痕が3個ある。

ユスラウメのギャラリー
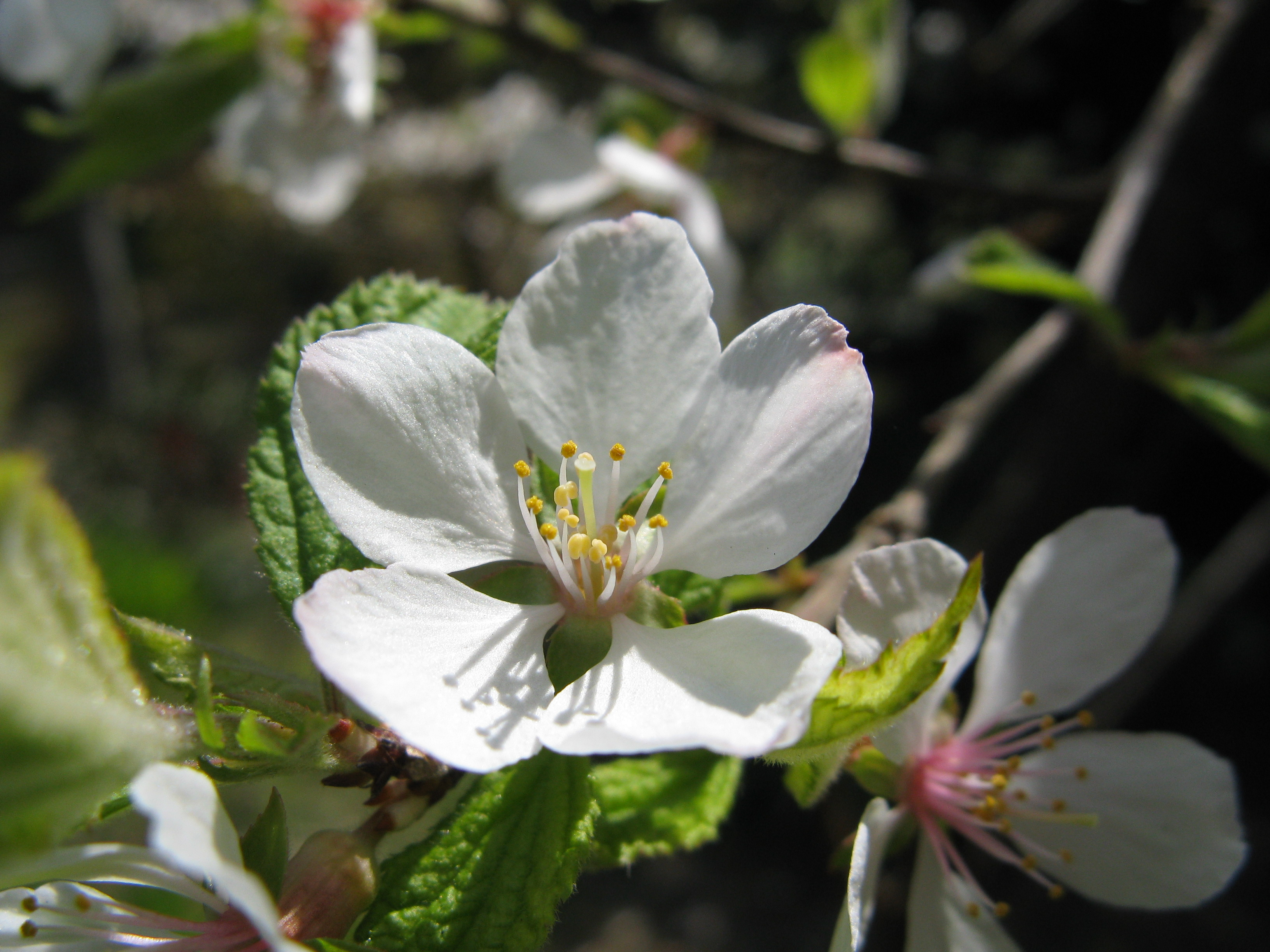
花
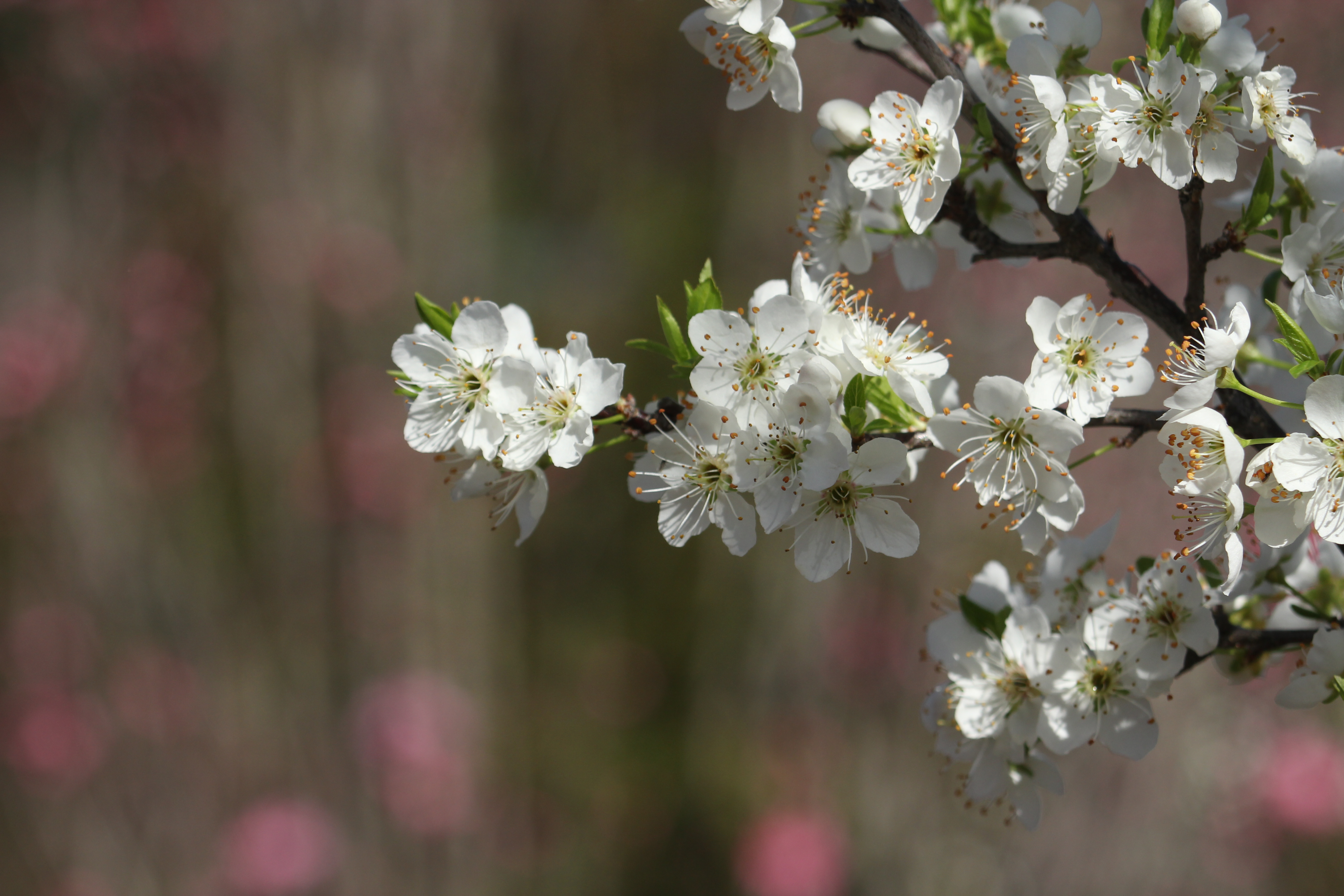
花
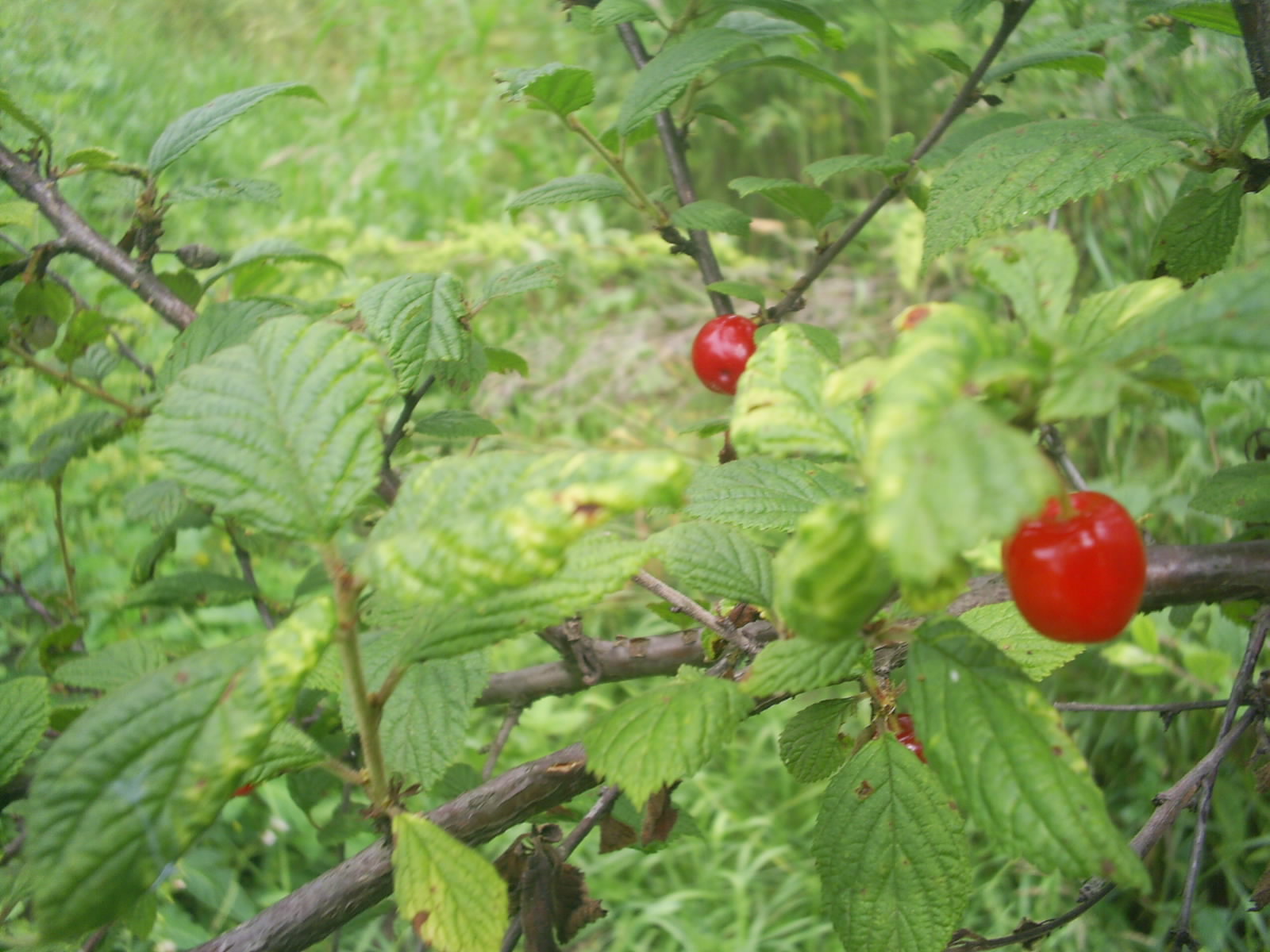
果実
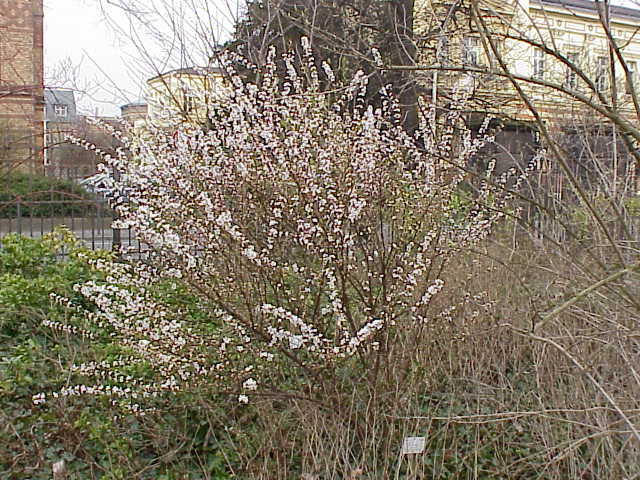
樹形

## 栽培
植栽として庭や庭園などに植えられて栽培される。性質は強健で、耐寒性・耐暑性ともに強く、病害虫にも強い。用土は過湿を嫌うので、水はけの良い土に植える。日照不足になると、株が弱ってしまうだけでなく、果実の収穫も減ってしまうため、なるべく日当たりの良い場所に植える。3月頃と果実の収穫後に化成肥料を、また11月頃には有機肥料の寒肥を施す。
普段の剪定は特に必要ないが、日当たりの悪い枝は枯れやすいので、込み合う枝の間引きと、長く伸びた枝の切り戻しを必要に応じて行う。
増やし方は、タネを採取しての実生。その他、挿し木、接ぎ木、取り木で増やすことができる。1年生接木苗では植え付け後2・3年、実生でも3・4年で果実がなり始める。

## 人との関わり
果実は薄甘くて酸味が少なく、サクランボに似た味がする。そのままでの生食、あるいは果実酒などに利用される。
大分県豊後大野市清川地区では、ユスラウメにモモを接ぎ木して栽培した「クリーンピーチ」が特産品となっている。
ユスラウメは夏の季語、ユスラウメの花は春の季語である。